# Zaslucine, Krasîliv
Zaslucine (în ucraineană Заслучне) este localitatea de reședință a comunei Zaslucine din raionul Krasîliv, regiunea Hmelnîțkîi, Ucraina.

## Demografie
Componența lingvistică a localității Zaslucine
     Ucraineană (99,22%)
     Alte limbi (0,78%)
Conform recensământului din 2001, majoritatea populației localității Zaslucine era vorbitoare de ucraineană (99,22%), existând în minoritate și vorbitori de alte limbi.